# 格伦·克拉克 (自行车运动员)
格伦·克拉克（英語：Glenn Clarke，1963年7月26日—），澳大利亚男子自行车运动员。他曾代表澳大利亚参加1986年英联邦运动会自行车比赛，获得一枚金牌。他也曾参加1984年夏季奥林匹克运动会。